# Municipio de Greenwood (condado de Phillips)
El municipio de Greenwood (en inglés, Greenwood Township) es un municipio ubicado en el condado de Phillips, Kansas, Estados Unidos. Según el censo de 2020, tiene una población de 38 habitantes.
Abarca una zona exclusivamente rural.

## Geografía
Está ubicado en las coordenadas 39°52′32″N 99°14′4″O / 39.87556, -99.23444. Según la Oficina del Censo de los Estados Unidos, tiene una superficie total de 92.09 km², de la cual 92.04 km² corresponden a tierra firme y 0,05 km² son agua.

## Demografía
Según el censo de 2020, hay 38 personas residiendo en la zona. La densidad de población es de 0.41 hab./km². El 92.11 % de los habitantes son blancos y el 7.89% son de una mezcla de razas. Del total de la población, el 2.63 % es hispano o latino.